# John Mayall & the Bluesbreakers
John Mayall & the Bluesbreakers è un gruppo musicale inglese pioniere del blues britannico, guidato dal cantante, compositore e polistrumentista John Mayall, decorato dall'OBE. Mayall ha usato il nome della band tra il 1963 e il 1969 ma lo ha poi abbandonato per circa quindici anni. Comunque, nel 1982 è stato annunciato un 'ritorno dei Bluesbreakers' e da allora il nome è stato mantenuto. La denominazione è poi divenuta generica, senza una chiara distinzione tra le registrazioni che dovrebbero essere accreditate solo al leader o a tutto il gruppo.

## Discografia

### Ufficiale
- 1965: John Mayall Plays John Mayall (Decca) (con membri dei futuri Bluesbreakers)
- 1966: Blues Breakers with Eric Clapton (Decca)
- 1967: A Hard Road (Decca)
- 1967: John Mayall's Bluesbreakers with Paul Butterfield (Decca EP 45)
- 1967: Crusade (Decca)
- 1968: Diary of a Band Volume 1 (Decca)
- 1968: Diary of a Band Volume 2 (Decca)
- 1968: Bare Wires (Decca)
- 1969: Looking Back (Decca)
- 1969: Thru the Years (London)
- 1969: Primal Solos (Decca)
- 1982: Return of the Bluesbreakers (Aim Australia)
- 1985: Behind the Iron Curtain (GNP Crescendo)
- 1987: Chicago Line (Entente - Island)
- 1988: The Power of the Blues (Entente)
- 1988: Archives to Eighties (Polydor)
- 1990: A Sense of Place (Island)
- 1992: Cross Country Blues (One Way)
- 1994: The 1982 Reunion Concert (One Way)
- 1993: Wake Up Call (Silvertone)
- 1995: Spinning Coin (Silvertone)
- 1997: Blues for the Lost Days (Silvertone)
- 1999: Padlock on the Blues (Eagle)
- 1999: Rock the Blues Tonight (Indigo)
- 1999: Live at the Marquee 1969 (Eagle)
- 2001: Along for the Ride (Eagle/Red Ink)
- 2002: Stories (Eagle/Red Ink)
- 2003: Rolling with the Blues (Shakedown UK)
- 2003: 70th Birthday Concert CD & DVD (Eagle)
- 2004: The Godfather of British Blues/Turning Point DVD (Eagle)
- 2004: The Turning Point Soundtrack (Eagle)
- 2005: Road Dogs (Eagle)
- 2007: Live at the BBC (Decca)
- 2007: In the Palace of the King (Eagle)

### Non autorizzata
- 2004: Bluesbreaking! (antologia di materiale risalente al periodo 1965-66)

## Formazione
Tra agli altri, hanno fatto parte dei Bluesbreakers:
- Eric Clapton e Jack Bruce (più tardi nei Cream),
- Peter Green, John McVie e Mick Fleetwood (che formeranno i Fleetwood Mac),
- Mick Taylor (The Rolling Stones),
- Aynsley Dunbar, Dick Heckstall-Smith (Colosseum), Andy Fraser (Free).

| Periodo                        | Membri | Avvenimenti |
| ------------------------------ | --- | --- |
| (Gennaio 1963 - Marzo 1963)    | - John Mayall - voce/tastiere/armonica/chitarra - Sammy Prosser - chitarra - Davy Graham - chitarra - Ricky Brown - basso - Pete Burford - basso - John McVie - basso - Sam Stone - batteria - Brian Mayall - batteria                                                                                                | |
| (Aprile 1963 - Luglio 1963)    | - John Mayall - voce/tastiere/armonica/chitarra - Sammy Prosser - chitarra - John Gilbey - chitarra - John McVie - basso - Keith Robertson -batteria | |
| (Luglio 1963 - Aprile 1964)    | - John Mayall - voce/tastiere/armonica/chitarra - Bernie Watson - chitarra - John McVie - basso - Peter Ward - batteria - Martin Hart - batteria | |
| (Aprile 1964 - Aprile 1965)    | - John Mayall - voce/tastiere/armonica/chitarra - Roger Dean - chitarra - John McVie - basso - Hughie Flint - batteria | |
| (Aprile 1965 - Agosto 1965)    | - John Mayall - voce/tastiere/armonica/chitarra - Eric Clapton - chitarra - John McVie - basso - Hughie Flint - batteria | |
| (Agosto 1965 - Novembre 1965)  | - John Mayall - voce/tastiere/armonica/chitarra - Jeff Krobbett - chitarra - Peter Green - chitarra - John McVie - basso - Jack Bruce - basso - Hughie Flint - batteria | |
| (Novembre 1965 - Luglio 1966)  | - John Mayall - voce/tastiere/armonica/chitarra - Eric Clapton - chitarra - John McVie - basso - Hughie Flint - batteria | |
| (Luglio 1966 - Settembre 1966) | - John Mayall - voce/tastiere/armonica/chitarra - Peter Green - chitarra - John McVie - basso - Hughie Flint - batteria | |
| (Settembre 1966 - Aprile 1967) | - John Mayall - voce/tastiere/armonica/chitarra - Peter Green - chitarra - John McVie - basso - Aynsley Dunbar - batteria | |
| (Aprile 1967 - Maggio 1967)    | - John Mayall - voce/tastiere/armonica/chitarra - Peter Green - chitarra - John McVie - basso - Mickey Waller - batteria - Mick Fleetwood - batteria | |
| (Giugno 1967 - Settembre 1967) | - John Mayall - voce/tastiere/armonica/chitarra - Mick Taylor - chitarra - John McVie - basso - Keef Hartley - batteria - Chris Mercer - sax - Rip Kant - sax - Terry Edmonds - chitarra | |
| (Settembre 1967 - Aprile 1968) | - John Mayall - voce/tastiere/armonica/chitarra - Mick Taylor - chitarra - Paul Williams - basso - Keith Tillman - basso - Andy Fraser - basso - Keef Hartley - batteria - Chris Mercer - sax - Henry Lowther - tromba - Dick Heckstall-Smith - sax                                                                   | |
| (Aprile 1968 - Agosto 1968)    | - John Mayall - voce/tastiere/armonica/chitarra - Mick Taylor - chitarra - Tony Reeves - basso - Jon Hiseman - batteria - Chris Mercer - sax - Henry Lowther - tromba - Dick Heckstall-Smith - sax | |
| (Agosto 1968 - Maggio 1969)    | - John Mayall - voce/tastiere/armonica/chitarra - Mick Taylor - chitarra - Steve Thompson - basso - Colin Allen - batteria | |
| (Luglio 1970 - 1971)           | - John Mayall - voce/tastiere/armonica/chitarra - Jon Mark - chitarra - Harvey Mandel - chitarra - Johnny Almond - sax - Steve Thompson - basso - Alex Dmochowski - basso - Larry Taylor - basso | |
| (1971)                         | - John Mayall - voce/tastiere/armonica/chitarra - Gerry McGee - chitarra - Jimmy McCulloch - chitarra - Freddy Robinson - chitarra - Keef Hartley - batteria - Paul Lagos - batteria - Don "Sugarcane" Harris - violino - Larry Taylor - basso - Ron Selico - basso - Blue Mitchell - tromba - Clifford Solomon - sax | |
| (1971 - 1972)                  | - John Mayall - voce/tastiere/armonica/chitarra - Freddy Robinson - chitarra - Blue Mitchell - tromba - Clifford Solomon - sax - Keef Hartley - batteria | |
| (1972)                         | - John Mayall - voce/tastiere/armonica/chitarra - Freddy Robinson - chitarra - Blue Mitchell - tromba - Clifford Solomon - sax - Keef Hartley - batteria - Victor Gaskin - basso - Fred Jackson - sax - Charlie Owens - flauto - Ernie Watts - sax                                                                    | |
| (1972 - 1973)                  | - John Mayall - voce/tastiere/armonica/chitarra - Freddy Robinson - chitarra - Blue Mitchell - tromba - Red Holloway - flauto/sax - Keef Hartley - batteria - Victor Gaskin - basso - Fred Jackson - sax - Charlie Owens - flauto - Ernie Watts - sax                                                                 | |
| (1973 - 1975)                  | - John Mayall - voce/tastiere/armonica/chitarra - Freddy Robinson - chitarra - Blue Mitchell - tromba - Red Holloway - flauto/sax - Keef Hartley - batteria - Victor Gaskin - basso - Don "Sugarcane" Harris - violino                                                                                                | |
| (1975)                         | - John Mayall - voce/tastiere/armonica/chitarra - Hightide Harris - basso/chitarra - Red Holloway - flauto/sax - Randy Resnick - chitarra - Soko Richardson - batteria | |
| (1975 - 1976)                  | - John Mayall - voce/tastiere/armonica/chitarra - Don "Sugarcane" Harris - violino - Larry Taylor - basso - Dee McKinnie - voce - Rick Vito - chitarra - Jay Spell - tastiere - Soko Richardson - batteria | |
| (1977)                         | - John Mayall - voce/tastiere/armonica/chitarra - Larry Taylor - basso - Jay Spell - tastiere - Red Holloway - flauto/sax - Gary Rowles - chitarra - Frank Wilson - batteria - Warren Bryant - percussioni - Pepper Watkins - voce - Patty Smith - voce                                                               | |
| (1977 - 1978)                  | - John Mayall - voce/tastiere/armonica/chitarra - James Quill Smith - chitarra - Steve Thompson - basso - Soko Richardson - batteria | |
| (1979)                         | - John Mayall - voce/tastiere/armonica/chitarra | |
| (1979 - 1980)                  | - John Mayall - voce/tastiere/armonica/chitarra - James Quill Smith - chitarra - Rick Vito - chitarra - Chris Cameron - piano/clavicembalo - Christian Mostert - sax/flauto - Angus Thomas - basso - Ruben Alvarez - batteria - Maggie Parker - voce                                                                  | |
| (1980 - 1981)                  | - John Mayall - voce/tastiere/armonica/chitarra - James Quill Smith - chitarra - Maggie Parker - voce - Kevin McCormick - basso - Soko Richardson - batteria | |
| (1981 - 1982)                  | - John Mayall - voce/tastiere/armonica/chitarra - Don McMinn - chitarra - Bobby Manuel - chitarra - Jeff Davis - basso - Mike Gardner - batteria | |
| (1982)                         | - John Mayall - voce/tastiere/armonica/chitarra - John McVie - basso - Mick Taylor - chitarra - Colin Allen - batteria | |
| (1984 - 1985)                  | - John Mayall - voce/tastiere/armonica/chitarra - Coco Montoya - chitarra - Kal David - chitarra - Willie McNeil - batteria - Walter Trout - chitarra - Bobby Haynes- basso | |
| (1985 - 1990)                  | - John Mayall - voce/tastiere/armonica/chitarra - Joe Yuele - batteria - Coco Montoya - chitarra - Walter Trout - chitarra - Bobby Haynes - basso | |
| (1990 - 1991)                  | - John Mayall - voce/tastiere/armonica/chitarra - Joe Yuele - batteria - Coco Montoya - chitarra - Freebo - basso | |
| (1991 - 1994)                  | - John Mayall - voce/tastiere/armonica/chitarra - Joe Yuele - batteria - Coco Montoya - chitarra - Rick Cortes - basso | |
| (1994 - 1995)                  | - John Mayall - voce/tastiere/armonica/chitarra - Joe Yuele - batteria - Buddy Whittington - chitarra - Rick Cortes - basso | |
| (1995 - 2000)                  | - John Mayall - voce/tastiere/armonica/chitarra - Joe Yuele - batteria - Buddy Whittington - chitarra - Greg Rzab - basso - Tom Canning - tastiere | - Morte del violinista Don "Sugarcane" Harris, il 30 novembre 1999 |
| (2000 - 2008)                  | - John Mayall - voce/tastiere/armonica/chitarra - Joe Yuele - batteria - Buddy Whittington - chitarra - Hank Van Sickle - basso | - Morte del batterista Soko Richardson, il 29 gennaio 2004 - Morte del sassofonista Clifford Solomon, il 21 giugno 2004 - Morte del sassofonista Dick Heckstall-Smith, il 17 dicembre 2004 - Morte del batterista Micky Waller, il 6 maggio 2008 - Morte del chitarrista Roger Dean, il 3 agosto 2008 |
| (2009 - )                      | - John Mayall - voce/tastiere/armonica/chitarra - Rocky Athas - chitarra - Tom Canning - tastiere - Greg Rzab - basso - Jay Davenport - batteria | - Morte del chitarrista Davey Graham, il 15 dicembre 2008 - Morte del chitarrista Freddy Robinson, l'8 ottobre 2009 - Morte del sassofonista Johnny Almond, il 18 novembre 2009 |